# Kyle Reynish
Kyle Reynish  est un joueur américain de soccer né le 3 novembre 1983 à Valencia en Californie. Il évolue au poste de gardien de but.

## Parcours
Repêché lors de la MLS Supplemental Draft de 2007, il évolue comme gardien de but avec le club du Real Salt Lake.
Reynish est le second joueur embauché par les Cosmos de New York pour leur retour à la compétition en 2013. Avec les Cosmos il remporte le titre de NASL et est nommé meilleur gardien de la ligue (golden glove).
Le 10 janvier 2014, Reynish est recruté par le Fire de Chicago.

## Palmarès

### Collectif
- Champion de NASL en 2013

### Individuel
- Meilleur gardien de but de la saison 2013 de NASL